# Baada
Baada (Bahaada), nekadašnje selo Makah ili Kwih-dich-chuh-ahtx Indijanaca u području Neah Baya u zapadnom Washingtonu. Prema Swantonu jedno od tri zimskih naselja (ostala dva su Neah i Waatch). Napušteno je 1852 zbog epidemije boginja, ili 1863. prema Swanu (Hodge). a stanovnici su se odselili u Neah, danas Neah Bay, na području rezervata Makah u okrugu Clallam.